# Will You Be There (Celebrate-the-Nun-Lied)
Will You Be There ist ein Song der deutschen Synthpop-Band Celebrate the Nun, der 1989 als Single und 1990 auf dem Debütalbum Meanwhile erschien. Es war der größte Erfolg der Band, der Song erreichte in den USA Platz 5 der Billboard Dance-Charts in der Woche vom 23. Juni 1990.

## CD-Produktion
Der Titel wurde in den verschiedenen Versionen im Sommer 1989 im Auftrag des 1991 eingegangenen Musiklabels Westside Music von dessen Executive Producer Achim Völker und dem Chief Sound Engineer Peter Siedlaczek in den ArtLab Studios in Frankfurt am Main aufgenommen und abgemischt. Noch vor der Herausgabe des Albums Meanwhile erschien die Maxi-CD im Herbst 1989 in verschiedenen Versionen und Formaten, darunter als Mini-CD. Die für die CD-Cover verwendeten Fotos stammen von Michael W. Frank, das Design von Jürgen Höber.

## Kritik
magaScene Hannover übte in ihrer Rubrik der hannoverschen Plattenveröffentlichungen negative Kritik: „Die zweite Single der Pop-Dance-Band Celebrate The Nun enttäuscht mich ein wenig. Der Sound ist gut, die Komposition ist im Grundsatz o.K. (was man deutlich merkt auf dem zusätzlichen a-cappella-Track auf der Maxi merkt). Aber da scheint das gewisse Etwas bei der Produktion flöten gegangen zu sein!? Und so bleibt nichts nachhaltiges im Ohr hängen. Außer der Erinnerung, daß es ganz nett klang...“

## Musikvideo
Wie beim Video zu Ordinary Town aus dem Jahr 1988 handelt es sich bei diesem Musikvideo um eine Bandperformance in einem bunten Raum.

## Titellisten
7" Single (Vereinigtes Königreich, 1989)
1. „Will You Be There“ – 3:30
2. „Unattainable Love“ – 3:32

12" Single (USA, 1989, Enigma Records)
1. „Will You Be There“ (Celebrate the Nun Mix) – 7:27
2. „Will You Be There“ (Devilish Dub) – 4:59
3. „Will You Be There“ (7" Mix) – 3:34
4. „Will You Be There“ (A cappella) – 0:35
5. „Will You Be There“ (French Floor Mix) – 6:07
6. „Will You Be There“ (French Floor Dub) – 3:39
7. „Will You Be There“ (12" Version) – 5:30

12" Single (Deutschland, 1989, EMI Electrola)
1. „Will You Be There“ – 5:30
2. „Will You Be There“ – 4:36
3. „Will You Be There“ („A cappella“ Bonus) – 0:35

12" Single Remix (Deutschland, 1989, EMI Electrola)
1. Will You Be There (Frenchfloor Mix) – 6:07
2. Will You Be There (Frenchfloor Dub) – 3:39
3. Will You Be There (7Inch Version) – 3:34

12" Single (Deutschland, 1989, Parlophone Records)
1. Will You Be There – 3:30
2. Will You Be There – 3:32
3. Will You Be There (French Floor Mix) – 6:07
4. Will You Be There – 5:28
5. Unattainable Love – 3:33

12" Single (Deutschland, 1990, EMI Electrola)
1. Will You Be There (Club Version / U.S. Remix) – 7:27
2. Will You Be There (Dub Version) – 4:59
3. Will You Be There (Radio Version) – 4:00

Im Jahre 2002 erschien der Song noch einmal, und zwar als Version V.02 und Track 2 der Maxi-CD Arthur Have You Eaten All The Ginger-Biscuits von Celebrate the None (3:24). Produziert und abgemischt wurde diese Version von Carlos Perón von der Gruppe Yello.